# أبو محمد الشمالي
أبو محمد الشمالي واسمه الحقيقي طراد محمد آل الجربا (20 نوفمبر 1979 – 8 سبتمبر 2017) هو مقاتل من مقاتلي تنظيم الدولة الإسلامية، هو سعودي الجنسية، وُلد في العراق، وهو من قبيلة شمّر، ويعتبر قائداً بارزاً في تنظيم الدولة الإسلامية. وضعت الولايات المتحدة مكافأة مالية مقدارها 5 ملايين دولار لمن يدلي بأي معلومات من شأنها أن تؤدي إلى اعتقاله وذلك قبل مقتله في 8 سبتمبر 2017 مع جول مراد حليموف.

## تاريخه
انضم أبو محمد الشمالي لتنظيم القاعدة في العراق في عام 2005، واستمرت علاقته مع المجموعة إلى أن أصبح عضواً في تنظيم الدولة الإسلامية.